# Lorella Cuccarini
Lorella Cuccarini Persili (Roma, 10 de agosto de 1965) es una bailarina, presentadora de televisión, cantante y actriz italiana.

## Biografía
Nacida en Roma, a los nueve años Cuccarini comenzó a asistir a la escuela de danza de Enzo Paolo Turchi (coreógrafo y esposo de Carmen Russo). Después de algunas experiencias como corista, Cuccarini debutó en televisión a los veinte años junto a Pippo Baudo en la sexta edición de Fantastico, luego trabajó para la Rai y Mediaset en muchos programas de variedades de éxito, entre ellos Festivalbar, siete ediciones de Paperissima y de Trenta ore per la vita, tres ediciones de Buona Domenica.
Cuccarini también es cantante, con varios sencillos y álbumes que llegaron a la lista de los diez mejores; en 1995 participó en el Festival de Música de San Remo 1995 (del que había sido anfitriona dos años antes), quedando décima con la canción Un altro amore no.

### Beyoncé
Tras su actuación en los Billboard Music Awards de 2011, la estrella pop estadounidense Beyoncé recibió inicialmente elogios generalizados de los fanáticos y los críticos. Los críticos, sin embargo, expresaron su preocupación por las similitudes con la actuación de Cuccarini en febrero de 2010 en el 60.º Festival de Música de San Remo. Billy Johnson, Jr. de Yahoo! Music escribió: Kenzo Digital, quien dedicó un mes a crear el video interactivo de Beyoncé, declaró a Yahoo! News que las imágenes del concierto de Lorella son solo una parte de la inspiración para el espectáculo de Beyoncé: "[Los artistas de Cuccarini] son geniales y también hacen un trabajo increíble, pero nuestra pieza tiene muchas inspiraciones diferentes". Beyoncé respondió dos días después a través de una entrevista con AOL Music, diciendo que se sintió inspirada después de encontrar la actuación de Cuccarini en línea: "Mi maquilladora me mostró la actuación de Lorella Cuccarini hace un año y me inspiró mucho. Luego conocí a las personas talentosas que trabajaron en él. La tecnología y el concepto eran geniales. Se inspiró después de descubrir la actuación de Cuccarini en Internet. Gracias a Dios por YouTube o nunca habría estado expuesto a algo tan inspirador. "Nunca trabajé tan duro en nada en mi vida como en esa actuación para los Premios Billboard".

### Vida privada
Se casó con el compositor Silvio Testi en 1991. Tienen cuatro hijos.

## Discografía

### Álbumes de estudio
| Título         | Detalles del álbum                                                  | Certificaciones |
| -------------- | ------------------------------------------------------------------- | --------------- |
| Lorel          | - Lanzamiento: 1986 - Sello: Polydor Records - Formato: CD, LP      |                 |
| Voci           | - Lanzamiento: 1993 - Etiqueta: RTI Music - Formato: CD, LP, casete | - FIMI: Platino |
| Voglia di fare | - Lanzamiento: 1995 - Etiqueta: RTI Music - Formato: CD, LP, casete |                 |

### Álbumes recopilatorios
| Título                                 | Detalles del álbum                                                                                          |
| -------------------------------------- | --- |
| Heather e Lorella (con Heather Parisi) | - Lanzamiento: 1988 - Sello: Polydor Records - Formato: CD, LP, casete                                      |
| Nemicamatissima                        | - Lanzamiento: 31 de marzo de 2017 - Sello: Warner Music Italia - Formato: CD, LP, casete, descarga digital |

### Sencillos
| Título                                                         | Año  | Posiciones máximas en el gráfico | Certificaciones | Álbum de origen     |
| Título                                                         | Año  | ITA                              | Certificaciones | Álbum de origen     |
| -------------------------------------------------------------- | ---- | -------------------------------- | --------------- | ------------------- |
| Sugar Sugar / La rete d'oro                                    | 1985 | 5                                |                 | Lorel               |
| Tutto matto / Sandy                                            | 1986 | 6                                | - FIMI: Oro     | Lorel               |
| Kangarù / Accedimi il cuore                                    | 1986 | —                                |                 | Lorel               |
| L'amore è / Chi è di scena (feat. Alessandra Martines)         | 1986 | 12                               |                 | Lorel               |
| Io ballerò/ Se ti va di cantare                                | 1987 | 3                                | - FIMI: Oro     | /                   |
| La notte vola                                                  | 1989 | 7                                | - FIMI: Platino | /                   |
| Lullabye Mix                                                   | 1989 | —                                |                 | /                   |
| Magic (Mix Version)                                            | 1989 | —                                |                 | /                   |
| Per te Armenia/ Sono caduti (feat. Vittorio Gassman)           | 1989 | —                                |                 | /                   |
| Ascolta il cuore                                               | 1991 | —                                |                 | /                   |
| Oh signorina / Tarzan (feat. Francesco Salvi y Marco Columbro) | 1991 | 17                               |                 | Se lo sapevo        |
| Liberi liberi                                                  | 1992 | —                                |                 | Voci                |
| Un altro amore no                                              | 1995 | —                                |                 | Voglia di fare      |
| Uno di noi (feat. Gianni Morandi)                              | 2002 | 31                               |                 | /                   |
| Un'onda d'amore                                                | 2008 | —                                |                 | /                   |
| Il mio viaggio                                                 | 2010 | —                                |                 | /                   |
| Tanto tempo ancora (feat. Heather Parisi)                      | 2016 | —                                |                 | Nemicamatissima     |
| Un pacco per te (con Il Pagante)                               | 2021 | —                                |                 | /                   |
| La notte vola RMX (con Olly)                                   | 2023 | —                                | - FIMI: Oro     | Gira, il mondo gira |

### Otras apariciones
| Título                   | Año  | Otros artistas   | Álbum de origen             |
| ------------------------ | ---- | ---------------- | --------------------------- |
| This Is the Time (cover) | 1990 | Buona Domenica   | Sentieri d'amore            |
| Voci                     | 1992 | Buona Domenica   | Buona Domenica              |
| Tu come me / Tu como yo  | 1993 | Buona Domenica   | Micaela                     |
| Parola a chi             | 1995 | Buona Domenica   | La stangata                 |
| Portami via              | 1995 | Luca Jurman      | /                           |
| Mi mancherai             | 1995 | /                | Il disprezzo                |
| X te                     | 1996 | /                | Buona Domenica              |
| Ran can can              | 1999 | /                | Campioni di ballo           |
| Guarda la realidad       | 2017 | /                | My Little Pony: La película |
| Magica Doremì            | 2022 | Cristina D'Avena | 40 - Il sogno continua      |

## Filmografía

### Como actriz
| Año  | Título                       | Role                           | Notas                         |
| ---- | ---------------------------- | ------------------------------ | ----------------------------- |
| 1990 | Guiding Light                | Sí misma                       | Telenovela, cameo             |
| 1992 | Piazza di Spagna             | Annabella Morganti             | Miniserie                     |
| 1998 | Star Trek: Insurrección      | Tripulante de la Flota Estelar | Sin acreditar                 |
| 2004 | Amiche                       | Giovanna Marchi                | Miniserie de TV               |
| 2006 | Lo zio d'America             | Francesca                      | Papel principal (temporada 2) |
| 2007 | Lissi und der wilde Kaiser   | Lissi (voz)                    | doblaje italiano              |
| 2012 | L'amore è sordo              | Directora Lorella              | Película para televisión      |
| 2017 | Mi pequeño pony: la película | Sombra de la tempestad (voz)   | Doblaje italiano              |
| 2018 | L'isola di pietro            | Isabella Sulci                 | Rol recurrente                |
| 2024 | No Activity                  | Presidente del comité          | Episodio: Notte numero 17     |

### Otras apariciones
| Año              | Título                                  | Role                             | Notas                                                 |
| ---------------- | --------------------------------------- | -------------------------------- | ----------------------------------------------------- |
| 1984             | Te lo do io il Brasile                  | Ella misma / Bailarina de fondo  | Programa de variedades                                |
| 1985             | Il tastomatto                           | Ella misma / Bailarina de fondo  | Variety show                                          |
| 1985-1987        | Fantastico                              | Ella misma / Varios              | Programa de variedades (temporadas 6-7)               |
| 1987-1988        | Festival                                | Ella misma / coconductora        | Programa de variedades                                |
| 1988-1989        | Odiens                                  | Ella misma / coconductora        | Espectáculo de comedia de sketches                    |
| 1989, 1995, 2000 | Vota la voce                            | Ella misma / coconductora        | Programa de competición (temporadas 17, 23, 28)       |
| 1990-2004        | Paperissima                             | Ella misma / coconductora        | Programa de variedades (temporadas 1-2, 4-7)          |
| 1991             | Bellezze sulla neve                     | Ella misma / coconductora        | Programa de juegos (temporada 1)                      |
| 1991-1996        | Buona domenica                          | Ella misma / anfitriona          | Programa de variedades (temporadas 4-5, 8)            |
| 1993             | Sanremo Music Festival 1993             | Ella misma / coconductora        | Festival anual de música                              |
| 1995             | Sanremo Music Festival 1995             | Ella misma / concursante         | Festival anual de música                              |
| 1995             | La stangata: Chi la fa l'aspetti        | Ella misma / anfitriona          | Programa de variedades de bromas                      |
| 1996; 1999       | Campioni di ballo                       | Ella misma / anfitriona          | Espectáculo de baile de competición (temporadas 1, 4) |
| 1998             | A tutta festa                           | Ella misma / coconductora        | Programa de variedades                                |
| 2001             | La notte vola                           | Ella misma / anfitriona          | Espectáculo musical                                   |
| 2001             | Stelle a quattro zampe                  | Ella misma / anfitriona          | Espectáculo de competición de animales                |
| 2002-2003        | Uno di noi                              | Ella misma / coconductora        | Programa de variedades                                |
| 2008             | La sai l'ultima?                        | Ella misma / anfitriona          | Programa de variedades (temporada 10)                 |
| 2010-2011        | Domenica in                             | Ella misma / coconductora        | Programa de entrevistas (temporada 35)                |
| 2011             | Un amico è così                         | Ella misma / anfitriona          | Programa de competencia de telerrealidad              |
| 2011             | Star Academy                            | Ella misma / Juez                | Espectáculo de baile de competición                   |
| 2012             | Miss Italia 2012                        | Ella misma / Juez                | Concurso anual de belleza                             |
| 2014             | La pista                                | Ella misma / Juez                | Espectáculo de baile de competición                   |
| 2015             | Ti lascio una canzone                   | Ella misma / Juez                | Concurso de talentos musicales                        |
| 2016             | Nemicamatissima                         | Ella misma / coconductora        | Programa de variedades                                |
| 2019-2020        | La vita in diretta                      | Ella misma / coconductora        | Programa de entrevistas (temporada 30)                |
| 2020-presente    | Amici di Maria De Filippi               | Ella misma / profesora de baile  | Concurso de talentos (temporada 20)                   |
| 2020-presente    | Amici di Maria De Filippi               | Ella misma / profesora de canto  | Concurso de talentos (temporadas 21-presente)         |
| 2022             | Striscia la notizia                     | Ella misma / anfitriona invitada | Programa de variedades (temporada 34)                 |
| 2023             | Festival de la Canción de San Remo 2023 | Ella misma / invitada            | Artista invitada de la cuarta velada                  |
| 2024             | Festival de la Canción de San Remo 2024 | Ella misma / coconductora        | Coanfitrión de la cuarta noche                        |
| 2024             | This Is Me                              | Ella misma / invitada regular    | Serie derivada de Amici di Maria De Filippi           |

## Escenario
| Año             | Título                | Role            |
| --------------- | --------------------- | --------------- |
| 1997-1999       | Grease                | Sandy Dobrowski |
| 2005-2007       | Dulce caridad         | Caridad         |
| 2014-2016, 2022 | Rapunzel: The musical | Madre Gothel    |